# Državni prazniki v Sloveniji
Državni prazniki in dela prosti dnevi v Sloveniji so tisti prazniki in dnevi, ki so predpisani z Zakonom o praznikih in dela prostih dnevih v Republiki Sloveniji. Imena praznikov in posebnih datumov se po Slovenskem pravopisu pišejo z malimi začetnicami, razen tistih, ki so izpeljana iz osebnih lastnih imen.
Ustava Republike Slovenije določa ločitev države in verskih skupnosti, zato verski prazniki ne morejo biti hkrati tudi državni, vendar pa država z zgoraj omenjenim zakonom zagotavlja nekaterim pomembnejšim krščanskim praznikom (po Gregorijanskem koledarju) dela prost dan. V Sloveniji je 21 prazničnih dni v letu, od katerih jih je 15 dela prostih, 6 pa delovnih. 
Nedelja v Sloveniji ni splošno veljaven dela prost dan; so pa v kolektivnih delavskih pogodbah (po panogah) določena omejujoča pravila o razporejanju delavcev na delo ob nedeljah ter povečanje plačila za tako delo. Za delo v sektorju trgovine so v zakonodajnem referendumu o odpiralnem času trgovin 21. septembra 2003 državljani izglasovali zaprtje trgovin ob nedeljah, vendar pa je Državni zbor februarja naslednje leto sprejel novelo zakona, ki referendumskega izida ni upoštevala.

## Prazniki in dela prosti dnevi
| Datum                         | Praznik                                                                   | Vrsta praznika        | Uveden | Opomba |
| ----------------------------- | ------------------------------------------------------------------------- | --------------------- | ------ | --- |
| 1. januar                     | novo leto                                                                 | državni               | 1955   | 2. januar je bil prost do leta 2012 ter nato ponovno od 2017 naprej.                                      |
| 2. januar                     | novo leto                                                                 | državni               | 1955   | 2. januar je bil prost do leta 2012 ter nato ponovno od 2017 naprej.                                      |
| 8. februar                    | Prešernov dan                                                             | državni               | 1946   | Slovenski kulturni praznik, proglašen za kulturni dan leta 1944, dve leti pozneje pa kot državni praznik. |
| med 22. marcem in 25. aprilom | velikonočna nedelja                                                       | verski                |        | |
| med 23. marcem in 26. aprilom | velikonočni ponedeljek                                                    | verski                |        | |
| 27. april                     | dan upora proti okupatorju                                                | državni               |        | Prej »dan Osvobodilne fronte«.                                                                            |
| 1. maj                        | praznik dela                                                              | državni               |        | Dela prost dan od leta 1946.                                                                              |
| 2. maj                        | praznik dela                                                              | državni               |        | Dela prost dan od leta 1946.                                                                              |
| med 10. majem in 13. junijem  | binkoštna nedelja                                                         | verski                |        | |
| 8. junij                      | dan Primoža Trubarja                                                      | državni (delovni dan) | 2010   | |
| 25. junij                     | dan državnosti                                                            | državni               |        | |
| 15. avgust                    | Marijino vnebovzetje                                                      | verski                |        | Dela prost dan od leta 1992.                                                                              |
| 17. avgust                    | združitev prekmurskih Slovencev z matičnim narodom po prvi svetovni vojni | državni (delovni dan) | 2006   | |
| 15. september                 | dan vrnitve Primorske k matični domovini                                  | državni (delovni dan) | 2005   | |
| 23. september                 | dan slovenskega športa                                                    | državni (delovni dan) | 2020   | |
| 25. oktober                   | dan suverenosti                                                           | državni (delovni dan) | 2015   | |
| 31. oktober                   | dan reformacije                                                           | verski                | 1992   | Do 1994 slovesnost organizirala Evangeličanska cerkev, od 1995 pa Ministrstvo za kulturo.                 |
| 1. november                   | dan spomina na mrtve                                                      | državni               |        | Od 1929 dela prost dan (kot »vsi sveti«), po drugi svetovni vojni »dan mrtvih«, od 1991 zdajšnje ime.     |
| 10. november                  | dan znanosti                                                              | državni               | 2025   | |
| 23. november                  | dan Rudolfa Maistra                                                       | državni (delovni dan) | 2005   | |
| 25. december                  | božič                                                                     | verski                |        | Ukinjen leta 1953 in ponovno uveden leta 1991.                                                            |
| 26. december                  | dan samostojnosti in enotnosti                                            | državni               |        | Do septembra 2005 »dan samostojnosti«.                                                                    |